# 古屋和雄
古屋 和雄（ふるや かずお、1949年10月1日 - ）は、NHKの元エグゼクティブアナウンサー。

## 人物
富山県立富山高等学校を経て早稲田大学政治経済学部を卒業後、1972年入局。テレビ・ラジオの情報系（特に、生活情報系）を中心に担当した。
その他、ソ連との漁業交渉や阪神大震災のレポートをしたり、様々な番組に関わった。「泣きの古屋」なんて言われたこともあった。
2013年4月より文化学園大学に教授として就任。同年7月からは文化外国語専門学校校長を兼任している。
健康番組では専門家から多角的な意見を引き出せるように努力した。

## 過去の出演番組
- 芸能ダイヤル
- おはようジャーナル
- 特報首都圏（1998年4月 - 2002年3月）
- ラジオ深夜便（隔週月曜開始分アンカー、2000年4月 - 2006年3月）
- よみがえる作家の声
- にんげん広場
- きょうの健康Q&A
- ラジオほっとタイム（アンカー、 - 2008年3月）
- 新選組血風録（BSプレミアム、2011年4月 - 6月）語り
- ここが聞きたい!名医にQ（Eテレ、2008年4月 - 2013年3月）司会
- 日曜バラエティー（ラジオ第1、2008年4月 - 2013年3月）司会

## 著書
- 『愛されたい症候群』講談社、1987年1月13日。NDLJP:12234279。
- 妻達の〝定年宣言〟
- ラジオ深夜便「私の新幸福論」（編著）